# ساکشی تنور
ساکشی تـَـنوَر (انگلیسی: Sakshi Tanwar؛ زادهٔ ۱۲ ژانویهٔ ۱۹۷۳) مدل، مجری تلویزیون و بازیگر اهل هند است.
او در فیلم‌های محله آسی و پریتویراج بازی کرده‌است.